# Großhau
Großhau is een plaats in de Duitse gemeente Hürtgenwald, deelstaat Noordrijn-Westfalen en telt 503 inwoners (31 maart 2021).
Großhau ligt 3 km ten zuiden van Gey en 2 km ten noorden van Kleinhau aan de Bundesstraße 399. Over deze B 399 rijdt de streekbus naar Düren v.v., die op werkdagen tot 20.00 ieder uur een halte in het dorp aandoet.
Großhau ligt in het Eifel-gebergte, en wel in het Hürtgenwald. Een groot stuwmeer direct ten westen van Gey en Großhau is dat achter de stuwdam de Wehebachtalsperre. Dam en stuwmeer dienen de waterregulatie, de drinkwater- en elektriciteitsvoorziening. Het gebied is niet toegankelijk voor andere vormen van toerisme dan wandelen en fietsen op de bij het stuwmeer lopende paden.
Bij Großhau staan twee zendmasten voor telecommunicatie. Eén daarvan, de Fernmeldeturm Großhau, werd in 1973 gebouwd en dient allerlei soorten radioverkeer. Hij is 121 meter hoog. De voet staat op een hoogte van 382 meter boven zeeniveau. De andere toren, die één kilometer verder zuidwestelijk staat, is van de Bundeswehr en dient voor, deels geheime, militaire telecommunicatie.

## Geschiedenis
In de bossen bij Großhau hebben reeds voor het begin van de jaartelling de Kelten, en later de Franken en daarna de voorouders van de huidige dorpsbewoners kleinschalig allerlei mijnbouw bedreven. In de periode van 1800 v.C- 1800 n.C. werden o.a. pyriet (Katzengold, op de locatie Katzenknipp), vuursteen, leisteen en ijzererts gewonnen, en wellicht op kleine schaal nog andere metalen. De ovens voor de smeden, die het ijzer bewerkten, werden met houtskool gestookt. Ook in de 19e eeuw waren er nog houtskoolbranders actief, en veel leidekkers, die gebouwen tot in de verre omtrek van daken voorzagen.
Al deze ambachten kwamen door de Tweede Wereldoorlog tot stilstand.
In de Tweede Wereldoorlog, tijdens de Slag om het Hürtgenwald, werd het dorp in de periode 2-8 november 1944 bijna geheel verwoest. Verscheidene dorpelingen kwamen hierbij om het leven of raakten gewond. Na de oorlog is het dorp heropgebouwd. Slechts één oud boerderijtje heeft de oorlog doorstaan.

## Afbeeldingen

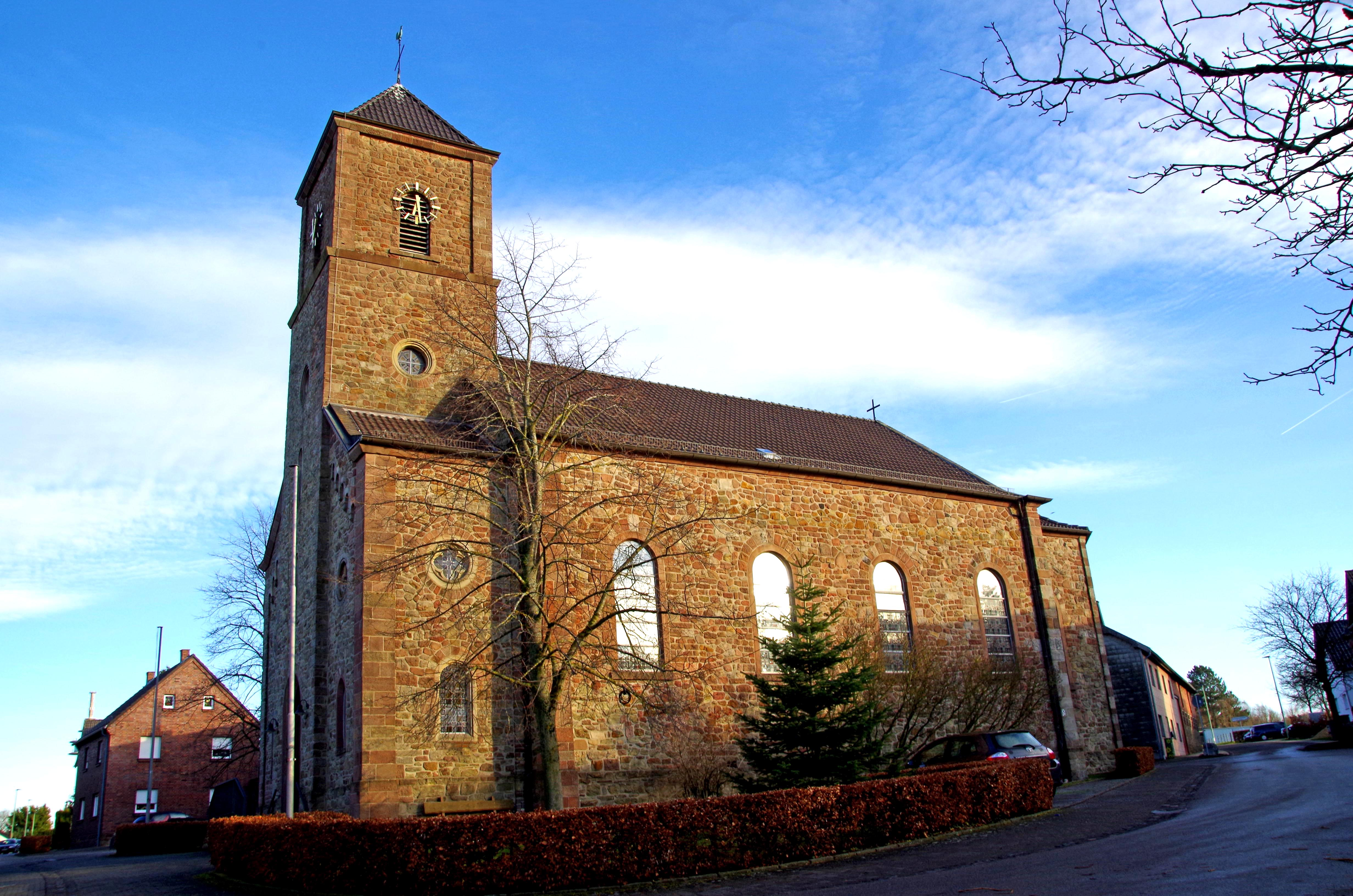
St. Apolloniakerk (1952)
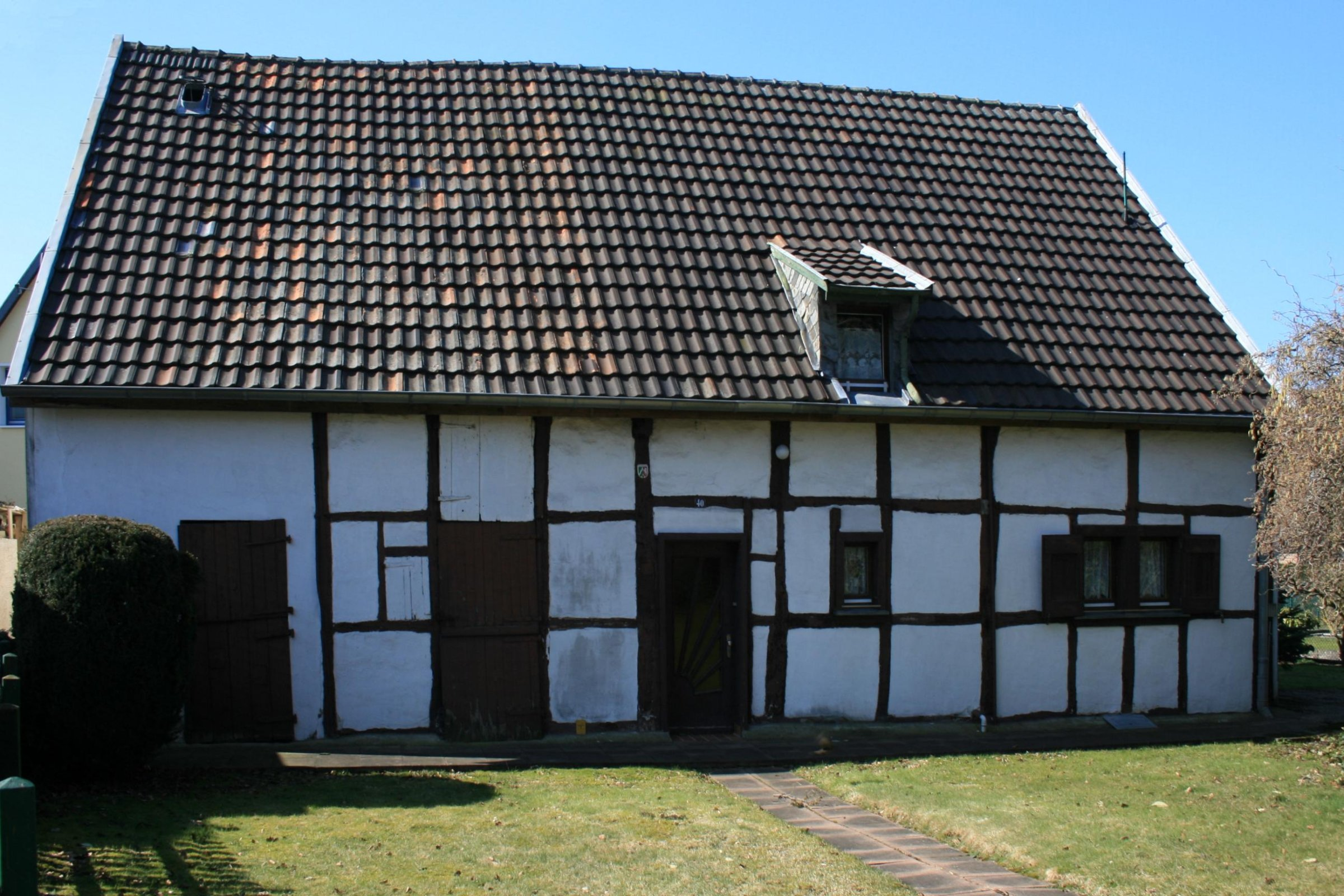
18e-eeuws boerderijtje te Großhau